# 红雉凤仙花
红雉凤仙花（学名：Impatiens oxyanthera）为凤仙花科凤仙花属下的一个种。

## 扩展阅读
- 維基物種上的相關：红雉凤仙花